# 鄭獻公
鄭獻公(?—前501年)，即姬姓，名躉，為春秋諸侯國鄭國君主之一，是鄭國第十九任君主。鄭定公子，在位13年。